# Miroslav Fulín
Miroslav Fulín (Eperjes, 1951. június 10.) szlovák ornitológus, zoológus, természetvédő.

## Élete
Tanító családban született. Kisszebenben töltötte gyerekkorát, s ugyanott végezte a gimnáziumot. 1974-ben a kassai Pavol Jozef Šafárik Egyetem biológia-kémia tanári szakán végzett, majd a Kassai Műszaki Egyetem geológia-mineralógia szakán helyezkedett el. 1981-ben védte meg szigorlati, majd 1988-ban kandidátusi munkáját. 1990-ig volt dékánhelyettes a Bányászati Karon. 1991-től a Kelet-szlovákiai Múzeum munkatársa volt.
1971-től tagja volt a Szlovákiai Természetvédők Szövetségének, 1993-1997 között a központi bizottságának elnöke. 1993-ban a Bocian (gólya) alapszervezetrészleg társalapítója volt. Számos kiállítás szerzője és társszerzője, paleontológiai kutatásokat is végzett. A szlovákiai gólyapopuláció évenkénti monitorozásának szervezője. 1994-től a jászói-barlang denevér monitorozását is vezeti. Emellett madárgyűrűzéssel és természetvédelem és -kutatás népszerűsítésével is foglalkozik. 2001-2017 között a Natura Carpatica szakmai szerkesztője, 1994-2011 között a Naturae Tutela szerkesztőbizottságának tagja.

## Elismerései
- 2005 Szepsi Pro Urbe
- 2015 Szlovákiai Múzeumi Szövetség emlékérme (Zväz múzeí na Slovensku)
- 2017 Andrej Kmeť-díj
- 2017 Kisszeben város díja
- 2019 Szlovák Környezetvédelmi Minisztérium díja
- 2021 Állami Természetvédelmi Felügyelet díja
- 2021 Természetvédelmi Területek Munkatársi Közösségének díja